# Antrona Schieranco
Antrona Schieranco település Olaszországban. Lakosainak száma 406 fő (2023. január 1.). Antrona Schieranco Bognanco, Calasca-Castiglione, Montescheno, Vanzone con San Carlo, Borgomezzavalle, Ceppo Morelli, Saas-Almagell és Zwischbergen községekkel határos.

## Népesség
A település népességének változása:
| Lakosok száma | 424  | 426  | 406  |
|               | 2017 | 2018 | 2023 |